# Referendum nelle Isole Åland del 1994
Il referendum nelle Isole Åland del 1994 si tenne il 20 novembre ed ebbe ad oggetto l'adesione dell'arcipelago all'Unione europea.

## Risultati
| Si / No       | Voti  | %     |
| ------------- | ----- | ----- |
| Favorevole    | 6.456 | 73,46 |
| Contrario     | 2.311 | 26,36 |
| Bianchi/Nulli | ---   | ---   |
| TOTALE        | 8.767 | 100%  |